# إدوارد غرينغ
إدوارد غرينغ (بالإنجليزية: Edward Grange)‏ هو ضابط أمريكي وكندي، ولد في 11 يناير 1892 في لانسنغ في الولايات المتحدة، وتوفي في 13 يوليو 1988 في تورونتو في كندا.